# Gelukkig nieuwjaar!
Gelukkig nieuwjaar! is een gag van Suske en Wiske. Het is geschreven door Paul Geerts en gepubliceerd in De Standaard en Het Nieuwsblad op 11 januari 1982.